# 캠버웰

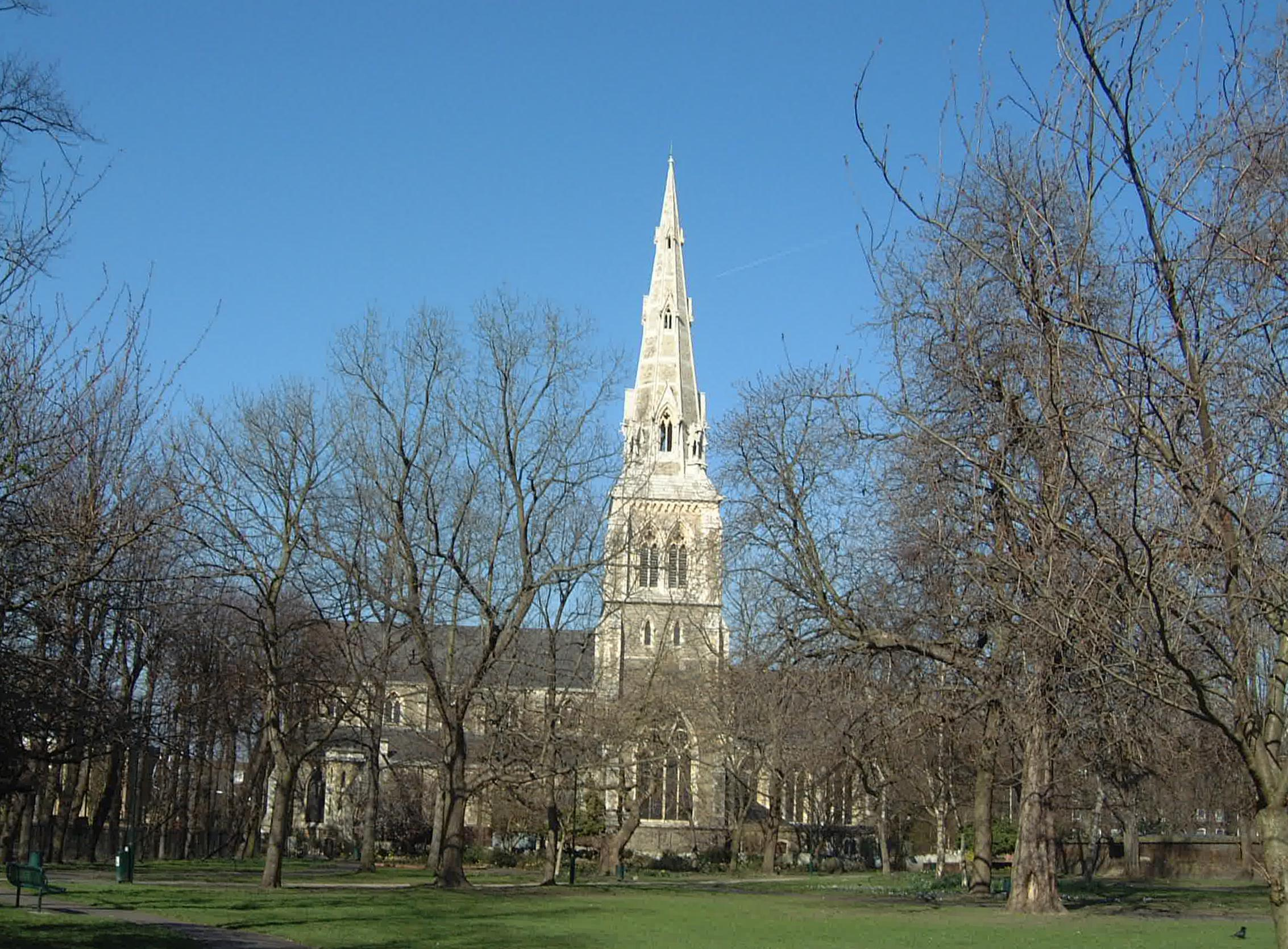
캠버웰의 세인트 길스 교회

캠버웰(영어: Camberwell)은 영국 런던 남부 서더크구의 한 지역이다. 채링크로스에서 남동쪽으로 약 4.3km 떨어진 위치에 자리해 있다.
원래는 서리주의 일부였으며 하나의 교구였다. 세인트 길스 교회와 인접한 마을이 중심이 되었으며, 나머지는 구스 그린이라고 하는 공유지로 구성되었다. 지금은 다른 동네로 인식되는 인근의 페컴, 덜리치, 넌헤드 마을과 같은 교구로 묶였으며 허른힐도 램버스 교구와 함께 이곳에 걸쳐 있었다. 1889년 런던으로 편입되었으며 1900년 기존의 교구가 캠버웰 광역구로 바뀌었다.
1965년에는 캠버웰구 대부분이 서더크구로 흡수되었다. 서쪽으로 웨스트덜리치와 허른힐 일대 모두가 램버스구에 속하게 되었다.
오늘날 캠버웰은 옛날 교구보다는 훨씬 작은 구역을 가리키며, 북쪽으로는 월워스, 남쪽으로는 이스트덜리치와 허른힐, 서쪽으로는 케닝턴, 동쪽으로는 페컴과 접한다.